# Admont
Admont est une commune autrichienne du district de Liezen en Styrie.

## Géographie
Elle est située au milieu des Alpes d'Ennstal, dans la vallée de la rivière Enns.

## Histoire
Admont est surtout connue pour l'abbaye d'Admont, un monastère fondé en 1074.